# Otelle Nucci
Otelle Nucci war ein südafrikanisches Formel-1-Team, das von dem Rennfahrer und Konstrukteur Louis Douglas „Doug“ Serrurier betrieben wurde. Der Name des Teams leitet sich von dem südafrikanischen Geschäftsmann Otelle „Jack“ Nucci ab, der in den späten 1950er- und 1960er-Jahren Sponsor mehrerer örtlicher Rennfahrer war. Das Team engagierte sich in den 1960er-Jahren vornehmlich in der südafrikanischen Formel-1-Meisterschaft, trat aber auch zu mehreren Läufen der Formel-1-Weltmeisterschaft an. Es war das erste Team, das einen in Südafrika konstruierten Rennwagen bei einem Formel-1-Weltmeisterschaftslauf ins Ziel brachte.

## Entstehungsgeschichte
Seit 1960 wurde in Südafrika eine nationale Automobilsportmeisterschaft ausgetragen, deren Reglement sich an dem der Formel 1 orientierte. Die Rennen zur südafrikanischen Formel-1-Meisterschaft, die nicht zur Formel-1-Weltmeisterschaft zählten, fanden zumeist auf südafrikanischen Strecken in East London, Killarney oder Kyalami statt; in jedem Jahr wurde aber auch ein Rennen im benachbarten Südrhodesien ausgetragen. In den 1960er-Jahren gab es in Südafrika eine „engagierte Fahrergemeinde“, die vielfach mit ausgedienten Rennwagen europäischer Hersteller an den Start gingen. Einige Rennfahrer  konstruierten allerdings auch eigene Fahrzeuge, die im englischen Sprachgebrauch als „Specials“ bezeichnet werden. Zu ihnen gehörte neben Peter de Klerk auch Doug Serrurier.
Serrurier entwickelte ab 1957 in Südafrika diverse Rennwagen, die die Markenbezeichnung LDS trugen und zumeist britischen Konstruktionen von Cooper oder Brabham nachempfunden waren. Die LDS-Fahrzeuge wurden zumeist von Alfa-Romeo-Motoren angetrieben; einzelne Exemplare hatten allerdings zeitweise Motoren von Porsche, Climax oder Repco. Insgesamt produzierte Serrurier fünf Modellreihen, die in 13 Exemplaren realisiert wurden. Die meisten von ihnen verkaufte er an südafrikanische oder südrhodesische Rennfahrer wie Sam Tingle, Errol Hamman, Fanie Viljoen, Dave Clapham und Jackie Pretorius, die sie mit ihren eigenen Teams in der nationalen Formel-1-Serie einsetzten. Einzelne Fahrzeuge behielt Serrurier für sich. Er meldete sie für das Team Otelle Nucci, dessen Fahrer er war.

## Otelle Nucci in der Formel-1-Weltmeisterschaft

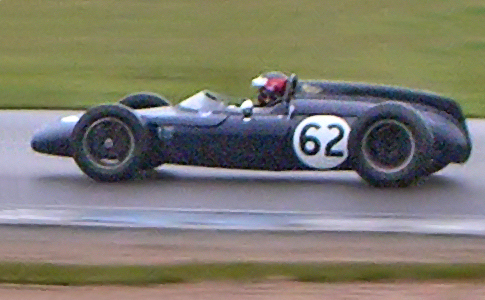
Vorläufer des in der Formel-1-Weltmeisterschaft eingesetzten LDS Mark 2: Der Mark 1 von 1957

Das Team Otelle Nucci meldete sich von 1962 bis 1965 zu drei Formel-1-Weltmeisterschaftsläufen. Bei ihnen handelte es sich jeweils um die Großen Preise von Südafrika. Fahrer der Otelle Nucci war jeweils Doug Serrurier, in zwei Fällen zudem  Peter de Klerk.

### Großer Preis von Südafrika 1962
Bei seinem Weltmeisterschaftsdebüt, dem am 29. Dezember 1962 ausgetragenen Großen Preis von Südafrika 1962, meldete Otelle Nucci einen LDS Mark 2, der von einem Vierzylindermotor der Alfa Romeo Giulietta angetrieben wurde. Serrulier qualifizierte sich mit ihm für den 14. von 17 Startplätzen. Sein Rückstand auf den Pole-Sitter Jim Clark, der für das Lotus-Werksteam fuhr, betrug sieben Sekunden. Im Rennen schied Serrurier nach 65 von 82 Runden infolge eines defekten Kühlers aus.

### Großer Preis von Südafrika 1963
Zu dem Ende Dezember 1963 stattfindenden Großen Preis von Südafrika 1963 meldete Otelle Nucci zwei Fahrer. Mit der Startnummer 16 trat Serrurier an, der erneut den LDS Mark 2 mit Alfa-Motor an den Start brachte. Die Nummer 18 erhielt Serruriers Teamkollege Peter de Klerk, der einen von ihm selbst konstruierten „Alfa Romeo Special“ fuhr.
Insgesamt meldeten sich 20 Fahrer für das Rennen. Die ersten elf Startplätze belegten die Fahrer der etablierten europäischen Werksteams Brabham, BRM, Cooper und Ferrari. Ab Startplatz 12 positionierten sich die südafrikanischen Fahrer, die mit ihren älteren Autos jeweils mehr als sechs Sekunden pro Runde langsamer waren als die Fahrer der Werksteams. Peter De Klerks Rückstand auf die Pole-Zeit von Jim Clark betrug im Qualifying 6,8 Sekunden; damit erreichte er den 16. Startplatz. Serrurier war in seinem LDS 0,7 Sekunden langsamer als de Klerk und belegte den Startplatz 18.
Serrurier beendete das Rennen mit acht Runden Rückstand auf Platz 12. Es war das erste Mal, dass ein in Südafrika konstruierter Rennwagen bei einem Formel-1-Weltmeisterschaftslauf ins Ziel kam. De Klerk schied nach 53 von 85 Runden nach einem Getriebeschaden aus. Ein weiterer LDS Mark 2 wurde bei diesem Rennen von Sam Tingle an den Start gebracht. Er war als Privatfahrer gemeldet und schied bereits in der zweiten Runde infolge einer gebrochenen Halbwelle aus.

### Großer Preis von Südafrika 1965
Der nächste Große Preis von Südafrika fand 369 Tage später am 1. Januar 1965 statt; er zählte bereits zur Automobil-Weltmeisterschaft 1965. Das Team Otelle Nucci meldete erneut Serrurier im LDS Mark 2 (Startnummer 21). Anders als bei der vorherigen Veranstaltung wurde der Wagen von einem Vierzylindermotor von Coventry Climax angetrieben. Zweiter Fahrer von Otelle Nucci war wiederum Peter de Klerk in seinem „Alfa Romeo Special“ (Startnummer 20). De Klerk qualifizierte sich mit 6,1 Sekunden Rückstand auf Jim Clark für den 16. Startplatz, während Serrurier, der zwei Sekunden langsamer war, die Qualifikation verpasste. De Klerk beendete das Rennen mit sechs Runden Rückstand auf Platz 10. Der Große Preis von Südafrika 1965 war der letzte Formel-1-Weltmeisterschaftslauf, zu dem ein Auto des Teams Otelle Nucci antrat.
Weitere LDS-Fahrzeuge wurden von den Privatfahrern Jackie Pretorius und Sam Tingle gemeldet. Pretorius scheiterte bereits an der Vorqualifikation. Tingle qualifizierte sich für den letzten Startplatz und kam mit 13 Runden Rückstand als 13. ins Ziel.

## Rennergebnisse Formel-1-Weltmeisterschaft
| Saison | Fahrer         | Chassis               | Nr. | 1   | 2 | 3 | 4 | 5 | 6 | 7 | 8 | 9   | 10  | Punkte | Rang |
| ------ | -------------- | --------------------- | --- | --- | - | - | - | - | - | - | - | --- | --- | ------ | ---- |
| 1962   |                |                       |     |     |   |   |   |   |   |   |   |     |     | 0      | —    |
| 1962   | Doug Serrurier | LDS Mark 2-Alfa Romeo | 21  |     |   |   |   |   |   |   |   | DNF |     | 0      | —    |
| 1963   |                |                       |     |     |   |   |   |   |   |   |   |     |     | 0      | —    |
| 1963   | Doug Serrurier | LDS Mark 2-Alfa Romeo | 16  |     |   |   |   |   |   |   |   |     | 12  | 0      | —    |
| 1963   | Peter de Klerk | Alfa Romeo Special    | 18  |     |   |   |   |   |   |   |   |     | DNF | 0      | —    |
| 1965   |                |                       |     |     |   |   |   |   |   |   |   |     |     | 0      | —    |
| 1965   | Doug Serrurier | LDS Mark 2-Climax     | 21  | DNQ |   |   |   |   |   |   |   |     |     | 0      | —    |
| 1965   | Peter de Klerk | Alfa Romeo Special    | 20  | 10  |   |   |   |   |   |   |   |     |     | 0      | —    |

| Legende  | Legende            | Legende                                                          |
| Farbe    | Abkürzung          | Bedeutung                                                        |
| -------- | ------------------ | ---------------------------------------------------------------- |
| Gold     | –                  | Sieg                                                             |
| Silber   | –                  | 2. Platz                                                         |
| Bronze   | –                  | 3. Platz                                                         |
| Grün     | –                  | Platzierung in den Punkten                                       |
| Blau     | –                  | Klassifiziert außerhalb der Punkteränge                          |
| Violett  | DNF                | Rennen nicht beendet (did not finish)                            |
| Violett  | NC                 | nicht klassifiziert (not classified)                             |
| Rot      | DNQ                | nicht qualifiziert (did not qualify)                             |
| Rot      | DNPQ               | in Vorqualifikation gescheitert (did not pre-qualify)            |
| Schwarz  | DSQ                | disqualifiziert (disqualified)                                   |
| Weiß     | DNS                | nicht am Start (did not start)                                   |
| Weiß     | WD                 | zurückgezogen (withdrawn)                                        |
| Hellblau | PO                 | nur am Training teilgenommen (practiced only)                    |
| Hellblau | TD                 | Freitags-Testfahrer (test driver)                                |
| ohne     | DNP                | nicht am Training teilgenommen (did not practice)                |
| ohne     | INJ                | verletzt oder krank (injured)                                    |
| ohne     | EX                 | ausgeschlossen (excluded)                                        |
| ohne     | DNA                | nicht erschienen (did not arrive)                                |
| ohne     | C                  | Rennen abgesagt (cancelled)                                      |
| ohne     | keine WM-Teilnahme |                                                                  |
| sonstige | P/fett             | Pole-Position                                                    |
| sonstige | 1/2/3/4/5/6/7/8    | Punktplatzierung im Sprint-/Qualifikationsrennen                 |
| sonstige | SR/kursiv          | Schnellste Rennrunde                                             |
| sonstige | *                  | nicht im Ziel, aufgrund der zurückgelegten Distanz aber gewertet |
| sonstige | ()                 | Streichresultate                                                 |
| sonstige | unterstrichen      | Führender in der Gesamtwertung                                   |